# کمیابی
کمیابی به عنوان یک مفهوم اقتصادی «اشاره به این واقعیت اولیه زندگی دارد که منابع انسانی و غیرانسانی محدود هستند و بهترین دانش فنی بشر هم، قادر به تولید تنها مقادیر محدودی از کالاهای اقتصادی است.»  اگر کمیابی وجود نداشت و «از هر کالا به مقدار نامحدود تولید می‌شد یا انسان خواهان حداکثر مطلوبیت بود… هیچ کالای اقتصادی نسبتا کمیابی وجود نداشت.»  کمیابی محدودیت دسترسی به کالاهای مصرفی که ممکن است در بازار یا توسط عموم مردم مورد تقاضا باشد، است. کمیابی همچنین شامل کمبود منابع فردی برای خرید کالا هم می‌شود. نقطه مقابل کمیابی، فراوانی است.
کمیابی در تئوری علم اقتصاد نقشی اساسی ایفا می‌کند و به تنهایی برای ارائه تعریفی مناسب از علم اقتصاد مورد نیاز است.
«شاید بهترین مثال تعریف والراس از ثروت اجتماعی، یعنی کالاهای اقتصادی باشد. والرس می‌گوید: منظور من از ثروت اجتماعی همه چیزهای مادی یا غیرمادی است که کمیاب هستند، یعنی از یک طرف برای ما مفید و از طرف دیگر، فقط به مقدار محدود در دسترس ما هستند.» -مونتانی (۱۹۸۷)
لیونل رابینز اقتصاددان بریتانیایی، و عضو برجسته بخش اقتصاد در دانشکده اقتصاد لندن بود و به دلیل تعریفش از علم اقتصاد با استفاده از کمیابی مشهور است:
«علم اقتصاد، رفتار انسان را در قالب رابطهٔ بین اهداف و منابع محدودی که موارد استفاده متعددی دارند، مورد بررسی قرار می‌دهد.»
نظریه اقتصادی مفاهیم کمیابی مطلق و نسبی را از یکدیگر متمایز می‌داند و «... تأکید دارد که کمیابی نسبی علم اقتصاد را تعریف می‌کند.» نظریه اقتصادی فعلی تا حد زیادی از مفهوم کمیابی نسبی نشات گرفته‌است که «بیان می‌کند کالاها کمیاب هستند زیرا منابع کافی برای تولید همه کالاهای مصرفی مردم وجود ندارد.»

## مفهوم
کمیابی اقتصادی مطرح شده توسط ساموئلسون در علم اقتصاد، یک «رساله متعارف» از جریان اصلی افکار اقتصادی «... اشاره به واقعیت اولیه زندگی دارد که منابع انسانی و غیرانسانی محدود هستند و بهترین دانش فنی بشر هم، قادر به تولید تنها مقادیر محدودی از کالاهای اقتصادی است. (به‌طور خلاصه در منحنی امکانات تولید (PPC) ذکر شده‌است).» اگر کمیابی وجود نداشت و «و از هرکالا به مقدار نامحدود تولید می‌شد یا انسان خواهان حداکثر مطلوبیت بود… هیچ کالای اقتصادی نسبتا کمیابی وجود نداشت.»
کمیابی اقتصادی نه فقط به دلیل محدودیت منابع، بلکه در نتیجه فعالیت انسانی یا تأمین اجتماعی بوجود می‌آید. کمیابی به دو نوع کمیابی نسبی و کمیابی مطلق تقسیم می‌شود.

### مالتوس و کمیابی مطلق
توماس رابرت مالتوس «... پایه‌های نظری حکمت متعارف مسلط بر بحث گرسنگی جهانی و قحطی را، از نظر علمی و عقیدتی برای بیش از دو قرن مطرح کرد.»
مالتوس در کتاب رساله‌ای دربارهٔ اصول جمعیت (۱۷۹۸) مشاهده کرد که افزایش تولید مواد غذایی در یک کشور موجب بهبود رفاه مردم شد، اما این بهبود موقتی بود زیرا منجر به رشد جمعیت گشت، که در نتیجه موجب بازگشت تولید سرانه به سطح پیشین شد. به عبارت دیگر، انسان‌ها برای حفظ استاندارد بالای زندگی به استفاده از فراوانی‌ها تمایل نداشتند، بلکه برای رشد جمعیت از آنها استفاده می‌کردند. این دیدگاه به «دام مالتوسی» یا «شبح مالتوسی» معروف شد. در دیدگاهی دیگر که به فاجعه مالتوسی مشهور است، جمعیت تا زمانی که طبقه پایین جامعه از سختی و فقر رنج ببرد و در معرض قحطی و بیماری قرار بگیرد، تمایل به رشد دارد. مالتوس در مخالفت با دیدگاه رایج قرن هجدهم در اروپا نوشت که جامعه را در حال پیشرفت و اصول اخلاقی را قابل بهبود می‌داند.

شرح فاجعه مالتوسی به زبان ساده

مالتوسیانیسم تفکری است که بیان می‌کند رشد جمعیت به‌طور بالقوه نمایی است، در حالی که رشد عرضه مواد غذایی یا منایع دیگر به صورت خطی است، که در نهایت باعث کاهش استانداردهای زندگی و تا حدودی باعث از بین رفتن جمعیت می‌شود. این نظر همان‌طور که در نوشته‌های مالتوس در کتاب رساله‌ای دربارهٔ اصول جمعیت (۱۷۹۸) آمده‌است، برخاسته از اندیشه‌های سیاسی و اقتصادی او است. مالتوس معتقد بود که دو نوع «مانع» وجود دارد که به‌طور مداوم و در هر زمان رشد جمعیت را بر اساس عرضه غذا محدود می‌کنند:
- موانع پیشگیرانه، مانند محدودیت‌های اخلاقی یا اقدامات قانونی - به عنوان مثال انتخاب یک شهروند عادی برای نپذیرفتن تعهد و تأخیر در ازدواج تا زمانی که شرایط مالی به تعادل برسد، یا ممنوعیت وضع شده توسط دولت برای ازدواج قانونی یا حق فرزندپروری برای افراد «دارای معلولیت» یا افراد «نامناسب»[۱۴]
- موانع مثبت، مانند بیماری، قحطی و جنگ، که منجر به افزایش نرخ مرگ و میر زودرس، فاجعه مالتوسی، می‌شود. نمودار مجاور نشان‌دهنده نقطه انتزاعی است که در آن چنین واقعه‌ای در رابطه با جمعیت موجود و عرضه غذا رخ می‌دهد: هنگامی که جمعیت به سطح عرضه موجود می‌رسد یا فراتر می‌رود، موانع مثبت ناگزیر به وقوع هستند تا تعادل را برقرار کنند. (در حقیقت وضعیت با توجه به اختلافات منطقه‌ای و فردی در زمینه دسترسی به غذا، آب و سایر منابع، دقیق‌تر می‌شود) مقابله‌های مثبت از نظر ماهیت «افراطی و غیرارادی» هستند.[۸]

داود استدلال می‌کند که
انگیزه قوی برای تولید مثل در رابطه با گسترش ضعیف امکانات تولید مواد غذایی، بسیار سریع منجر به وضعیت کمیابی و در نتیجه گرسنگی خواهد شد. این رابطه اساسی بین نیازهای غذایی و ظرفیت تولید غذا، مانع نهایی رشد جمعیت است. -داود، ۲۰۱۰
در مالتوسیانیسم دو نوع کمیابی وجود دارد، کمیابی غذایی یا «تقاضا» و کالاهایی که مطلوبیت کامل نیازهای غذایی یا «کمیت موجود» را فراهم می‌کنند. اینها مفاهیم اقتصادیِ مطلقِ کمیابی، فراوانی و کفایت را به شرح زیر تعریف می‌کنند:
- کفایت مطلق شرایطی است که نیازهای غذایی انسان و مقادیر موجود کالاهای مفید برابر باشد.
- کمیابی مطلق شرایطی است که نیازهای غذایی انسان بیش از مقادیر موجود کالاهای مفید باشد.

داود به نقل از دالی (۱۹۷۷) اظهار داشت که
«کمیابی مطلق به کمیابی منابع و به‌طور کلی کمیابی اهداف نهایی، اشاره دارد. با رشد جمعیت و مصرف سرانه، کمیابی مطلق ما را بیش از پیش به ظرفیت حمل زیست کره نزدیک می‌کند. این مفهوم متضمن می‌شود که تمام جایگزینی‌های اقتصادی در بین منابع انجام خواهد شد (کمیابی نسبی). در حالی که چنین جایگزینی‌هایی قطعاً بار کمیابی مطلق را کاهش می‌دهد، اما نه آن را از بین می‌برد و نه از افزایش نهایی آن جلوگیری می‌کند.» -دالی، ۱۹۷۷
- فراوانی مطلق شرایطی است که مقادیر موجود کالاهای مفید بیشتر از نیازهای غذایی انسان باشد.

### رابینز و کمیابی نسبی
لیونل رابینز اقتصاددان بریتانیایی، و عضو برجسته بخش اقتصاد در دانشکده اقتصاد لندن بود. او به خاطر این جمله معروف است: «انسان‌ها آنچه را می‌خواهند که نمی‌توانند داشته‌باشند.» رابینز به عنوان یک اقتصاددان بازار آزاد، و به دلیل تعریفش از علم اقتصاد شناخته‌شده‌است. این تعریف در مقاله او به شرح زیر است:
«اقتصاد علمی است که رفتار انسان را به عنوان رابطه ای بین اهداف و ابزارهای کمیاب با استفاده‌های متعدد را مورد مطالعه قرار می‌دهد.»
رابینز دریافت برای تأیید این تعریف چهار شرط لازم است:
- تصمیم‌گیرنده هم درآمد بیشتر و هم دارایی‌های درآمدزا بیشتر می‌خواهد.
- تصمیم‌گیرنده ابزاری برای انتخاب هردو ندارد. در این مورد ابزار شناسایی نشده‌اند.
- تصمیم‌گیرنده می‌تواند هم درآمد و هم دارایی‌های درآمدزا را «افزایش دهد» (رابینز). در این حالت، به‌طور ضمنی، این یک توانایی محدود. است، وگرنه ذینفع پروژه دچار کمیابی نمی‌شود
- تمایل تصمیم‌گیرنده به عناصر تشکیل‌دهنده مختلف درآمد و دارایی‌های درآمدزا متفاوت است.[۱۵] رابینز بعدها در مقاله خود تصریح کرد که می‌توان شرط چهارم را اینطور بیان کرد که «با توانا بودن در تفکیک از نظر اهمیت، رفتار الزاماً مسئولیت انتخاب را به عهده می‌گیرد.» رابینز استدلال کرد که برای حمایت از این شرایط باید سلسله مراتب نیازها وجود داشته‌باشد.

بنابراین، تصمیم‌گیرنده باید انتخاب اقتصادی را تمرین کند. رابینز استدلال می‌کند که «وضع زمان و منابع با سیستم خواسته‌ها ارتباط دارد.» این تعریف در «انتخاب نوع خاصی از رفتار» طبقه‌بندی نشده بلکه «تحلیلی است بر تمرکز توجه بر جنبه خاصی از رفتار، که از کمیابی نشات می‌گیرد.»
«هنگامی که زمان و ابزارهای دستیابی به اهداف، محدود و با کاربردهای متعدد هستند و اهداف می‌توانند از نظر اهمیت رتبه‌بندی شوند، رفتار لزوماً شکل انتخابی به خود می‌گیرد. هر عملی که شامل زمان و ابزار کمیاب برای دستیابی به یک هدف می‌شود، به منصرف شدن استفاده از آنها برای دستیابی به یک هدف دیگر منجر می‌شود. این رفتار جنبه اقتصادی دارد.» (داود ۲۰۱۰، به نقل از رابینز ۱۹۴۵: ۱۴)
اینها ذاتاً نسبی هستند و مفاهیم اقتصادی کمیابی، فراوانی و کفایت را به شرح زیر تعریف می‌کنند:
- کفایت نسبی شرایطی است که نیازهای مختلف انسانی و مقادیر موجود با کاربردهای متعدد برابر باشد.
- کمبود نسبی شرایطی است که نیازهای مختلف انسانی بیشتر از مقادیر موجود با کاربردهای متعدد باشد.
- فراوانی نسبی شرایطی است که مقادیر موجود کالاهای مفید با کاربردهای متعدد بیشتر از نیازهای مختلف انسان باشد.

نظریه اقتصادی کمیابی مطلق و نسبی را به عنوان مفاهیم مجزا می‌داند و «... تأکید می‌کند که کمبود نسبی علم اقتصاد را تعریف می‌کند.» کمبود نسبی نقطه شروع علم اقتصاد است.

### ساموئلسون و کمیابی نسبی
ساموئلسون وقتی مشاهده کرد که اگر شرایط کمبود وجود نداشت و «مقدار بی‌نهایت از هر کالایی تولید می‌شد یا انسان خواهان حداکثر مطلوبیت بود … هیچ کالای اقتصادی نسبتا کمیابی وجود نداشت»، مفهوم کمبود نسبی را با مفهوم کالاهای اقتصادی گره زد. واقعیت اساسی اقتصاد این است که این «محدودیت کل منابع قادر به تولید کالاهای مختلف» ، انتخاب بین کالاهای نسبتاً کمیاب را ضروری می‌کند.

### مفاهیم کنونی کمیابی
کمیابی به شکاف بین منابع محدود و خواسته‌های نامحدود نظری اشاره دارد. مفهوم کمیابی این است که حتی با وجود پیشرفته‌ترین دانش فنی بشر، هیچ چیزی به اندازه‌ای که بتواند تمام خواسته‌های بشر را برآورده کند، وجود ندارد. در کمیابی برای دستیابی به منابع کمیاب مورد نیاز، لازم است از چیزهای دیگر چشم پوشی کرد. کمیابی نیازمند فداکاری است - یعنی از دست دادن چیزی یا بده‌بستان - برای دستیابی به منابع مورد نیاز کمیاب.
وضعیت کمیابی در دنیای واقعی، رقابت بر سر منابع کمیاب را الزامی می‌کند و رقابت زمانی اتفاق می‌افتد که افراد تلاش می‌کنند تا معیارهایی را برای تعیین اینکه چه کسی چه چیزی بدست می‌آورد، برآورده کنند. : p. 105  سیستم قیمت یا قیمت‌های بازار یکی از راه‌های تخصیص منابع کمیاب است. «اگر جامعه‌ای برنامه‌های اقتصادی را بر اساس تمایل به پرداخت پول هماهنگ کند، اعضای آن جامعه برای کسب درآمد با یکدیگر رقابت می‌کنند.» : p. 105 در صورت استفاده از ملاک‌های دیگر، انتظار می‌رود شاهد رقابت باشیم.
به عنوان مثال، اگرچه هوا برای ما از طلا مهمتر است، اما به دلیل صفر بودن هزینه تولید هوا، کمیابی ناچیزتری دارد. از طرف دیگر، طلا هزینه تولید بالایی دارد. باید کشف و پردازش شود، که هر دو به منابع زیادی نیاز دارند. بعلاوه، کمیابی به این معنی است که نمی‌توان همه اهداف جامعه را به‌طور همزمان دنبال کرد. بین دستیابی به اهداف مختلف بده‌بستان وجود دارد. در مقاله ای تأثیرگذار در سال ۱۹۳۲، لیونل رابینز علم اقتصاد را چنان تعریف کرد: «علمی که رفتار انسان را به عنوان رابطه ای بین اهداف و ابزارهای کمیاب با موارد استفاده متعدد مورد مطالعه قرار می‌دهد.» کمیابی مصنوعی می‌تواند در موارد انحصار خرید یا انحصار فروش ایجاد شود. کمیابی می‌تواند از طریق ذخیره‌سازی، به عنوان تلاشی برای به دست گرفتن بازار یا به دلایل دیگر رخ دهد. کمیابی موقتی می‌تواند دلیلی برای ایجاد خرید عصبی باشد یا خرید عصبی منجر به آن شود.

## کالاهای کمیاب
کالای کمیاب کالایی است که در قیمت صفر، مقدار تقاضا شده برای آن بیش از مقدار عرضه شده باشد. اصطلاح کمیابی به وجود ناسازگاری احتمالی بر سر تصاحب کالای محدود اشاره دارد. می‌توان گفت که، برای هر کالای کمیاب، مالکیت افراد، مالکیت شخص دیگری را از بین می‌برد. کمیابی به سه دسته متمایز تقسیم می‌شود: کمیابی ناشی از تقاضا، کمیابی ناشی از عرضه و کمیابی ساختاری. کمیابی ناشی از تقاضا هنگامی اتفاق می‌افتد که تقاضای منبع افزایش یابد و عرضه همچنان ثابت بماند. کمیابی ناشی از عرضه زمانی اتفاق می‌افتد که عرضه در مقایسه با تقاضا بسیار کم باشد. کمیابی ناشی از عرضه بیشتر به دلیل تخریب محیط زیست مانند جنگل‌زدایی و خشک‌سالی رخ می‌دهد. در نهایت، کمیابی ساختاری زمانی اتفاق می‌افتد که بخشی از جمعیت به دلیل درگیری‌های سیاسی یا موقعیت مکانی دسترسی برابر به منابع نداشته‌باشند. کمیابی ساختاری بیشتر در کشورهای بیابانی آفریقا که به منابع آب دسترسی ندارند پیش می‌آید. برای بدست آوردن آب، آنها باید سفر کنند و با کشورهایی که منابع آب دارند توافق کنند. در برخی کشورها، گروه‌های سیاسی منابع لازم را برای امتیازات انحصاری یا پول به ضمانت می‌گیرند. کمیابی ناشی از عرضه و کمیابی ساختاری منابعی را که بیشترین ناسازگاری را برای کشور دارند، تقاضا می‌کنند.

## کالاهای غیرکمیاب
در طرف مقابل، کالاهای غیرکمیاب وجود دارد. این کالاها الزاماً بی‌ارزش نیستند و حتی برخی از آنها می‌توانند برای زندگی افراد ضروری باشند. همان‌طور که فرانک فتر در اصول اقتصادی خود توضیح می‌دهد: «ممکن است حتی برخی از کالاهای ضروری برای زندگی به دلیل فراوانی، مورد انتخاب قرار نگیرند. به چنین مواردی کالاهای رایگان می‌گویند. این کالاها در اصطلاح مورد استفاده اقتصاددان‌ها هیچ ارزش مفهومی ندارند. کالاهای رایگان در افراط، یعنی در مقادیر کافی نه فقط برای جلب رضایت بلکه برای برآوردن تمام خواسته‌هایی که ممکن است به آنها بستگی داشته‌باشد، وجود دارند.» در مقایسه با کالاهای کمیاب، کالاهای غیرکمیاب کالاهایی هستند که هیچ رقابتی بر سر مالکیت آنها وجود ندارد. این واقعیت که شخصی از چیزی استفاده می‌کند، مانع استفاده شخص دیگری نمی‌شود برای کالاهای غیرکمیاب است. برای اینکه کالایی غیرکمیاب تلقی‌شود، می‌تواند مقدار بی‌نهایت از آن وجود داشته‌باشد، قابل تصرف نباشد یا اینکه بطور نامحدود تولید شود.